# Unthinkable
Unthinkable è un film del 2010 diretto da Gregor Jordan ed interpretato da Samuel L. Jackson, Carrie-Anne Moss e Michael Sheen.

## Trama
Stati Uniti. Gli agenti dell'FBI Brody e Jackson sono alla ricerca del terrorista Younger, americano poi convertito all'islamismo, che ha piazzato tre bombe atomiche in altrettante città degli Stati Uniti, una nella costa orientale, una in quella occidentale e una al centro. Si fa arrestare in un centro commerciale ben sapendo a cosa andrà incontro. Viene chiamato il veterano H, esperto in torture. La tortura viene eseguita in un centro segreto di detenzione con lo scopo di estorcergli la posizione esatta delle tre bombe destinate ad esplodere entro pochi giorni. L'efferatezza con cui viene condotto l'interrogatorio in cui non sarà risparmiato nulla all'interrogato, dall'amputazione di dita, strappo delle unghie e dei denti, sottoposto a scosse elettriche, soffocamento e ogni altro genere di atrocità, non riuscirà comunque ad ottenere alcun risultato finché non gli sarà condotta di fronte e assassinata la moglie, dallo stesso H. e, successivamente, gli saranno posti di fronte i due figlioletti con la minaccia della loro eliminazione. Le tre bombe saranno disinnescate "in extremis" ma in realtà le bombe erano quattro e non solo tre. H lo aveva intuito e voleva continuare nell'interrogatorio per farsi dire la sua ubicazione ma gli fu impedito dall'agente donna.

## Distribuzione
Il film è stato distribuito negli Stati Uniti, nel Regno Unito e in Canada direttamente in home video nel giugno 2010; mentre in Italia il 19 gennaio 2011.